# Landbrygga

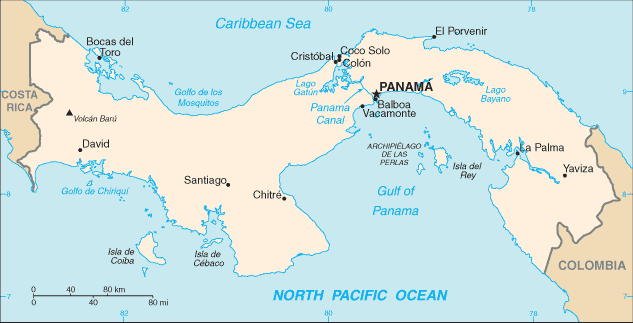
Panamanäset är en landbrygga vars utseende för tre miljoner år sedan gjorde det möjligt för vissa arter att ta sig norrut över näset.

Landbrygga är inom biogeografin ett näs eller bredare landförbindelse mellan annars separata områden, över vilka djur och växter kan passera och kolonisera nya områden. Landbryggor kan skapas genom marin regression där havsytan sjunker, exponerar grundare, tidigare nedsänkta delar av kontinentalsockeln; eller när ny mark skapas genom plattektonik; eller ibland när havsbottnen stiger på grund av postglacial landhöjning efter en istid.

## Kända exempel
- Beringlandbryggan (Beringia), vilken tillfälligt förband Asien med Nordamerika då havsytan steg och sjönk under påverkan av istider.
- Doggerland, en tidigare landmassa i södra Nordsjön som förband ön Storbritannien med fastlandet Europa under den senaste istiden.
- Panamanäset, vars utseende för tre miljoner år sedan gjorde det möjligt för vissa arter att ta sig norrut över näset.
- Sinaihalvön, förbinder Afrika och Eurasien.
- Adamsbron, förbinder Indien och Sri Lanka.